# 佩巴內區
17°15′58″S 38°08′42″E / 17.266°S 38.145°E

佩巴內區（Pebane District），是莫桑比克的行政區，位於該國中東部，由贊比西亞省負責管轄，首府設於佩巴內，面積9,985平方公里，2007年人口186,330，人口密度每平方公里18.7人。